# 亞莉珊卓·葛蘭特
亞莉珊卓·安妮特·葛蘭特（英語：Alexandra Annette Grant，1973年4月4日—），是一位美國視覺藝術家，她透過繪畫、素描、雕塑、影片和其他媒體來審視語言和文字。以語言和作家的交流作為大部分工作的來源。她研究了語言理論的寫作過程和思想，並且將其與藝術相聯繫，她通過創造文本和協作小組裝置，啟發了視覺圖像。她常住於洛杉磯。

## 早年生活
葛蘭特出生於俄亥俄州費爾維尤公園。她的父親是蘇格蘭地質學教授，母親是美國政治學教授，、駐非洲、中東的外交官和教育行政人員。她的父母都在非洲度過了一段時間，在她很小的時候就離婚了，她與住在墨西哥城的母親住在一起。在墨西哥城，她就讀於各國學生組成的英國學校。11歲時，葛蘭特在密蘇里州聖路易的一所寄宿學校托馬斯杰斐遜學校學習了一年。此後不久，她隨母親搬到巴黎，在那裡她就讀於巴黎國際學校。在歐洲和中東不同地區的這些經歷，葛蘭特會說英語、西班牙語和法語。
1990年，她從位於新罕布什爾州埃克塞特的一所私立寄宿學校，菲利普斯埃克塞特學院高中畢業。
1995年，葛蘭特畢業於斯沃斯莫爾學院，取得歷史和工作室藝術學士學位。2000年，她畢業於加州藝術學院，獲得了藝術創作碩士學位。

## 外部連結
- 官方网站
- grantLOVE project （页面存档备份，存于）
- 亞莉珊卓·葛蘭特在互联网电影资料库（IMDb）上的資料（英文）